# 二氧化铑
二氧化铑是一种无机化合物，化学式为RhO2。

## 结构及性质
二氧化铑属于四方晶系，有着金红石结构。
二氧化铑难溶于王水。